# 창녕 구계리 석조여래좌상
창녕 구계리 석조여래좌상(昌寧 九溪里 石造如來坐像)은 대한민국 경상남도 창녕군 영산면 구계리에 있는 고려시대의 불상이다.
1972년 2월 12일 경상남도의 유형문화재 제9호 영산구계리석조여래좌상으로 지정되었다가, 2018년 12월 20일 현재의 명칭으로 변경되었다.

## 개요
불상과 광배(光背)가 하나의 돌로 이루어진 이 석불좌상은 적조사에서 발견된 것이라고만 전해진다.
타원형의 광배(光背)를 배경으로 그 위에 불상을 높게 돋을새김한 것인데, 마멸이 심해서 세부표현은 알 수 없지만, 머리 위에 있는 상투 모양의 큼직한 머리묶음과 코의 표현이 특색있다. 처진 두 어깨, 좁은 무릎 폭, 입체감 없는 신체 등 간략화된 특징은 지방양식이 반영된 결과라고 할 수 있다.
이 불상은 입체감이 결여된 신체표현과 광배에 조각을 생략한 특징으로 보아 고려시대에 만들어진 지방화된 불상으로 추정된다.

## 현지 안내문
이 불상은 광배(光背)와 함께 하나의 돌로 조각되어 있다. 이곳 영산면 영축산에 있었던 적조사에서 발견되었다고 전해질 뿐 자세한 내력을 알 수 없다. 불상과 광배는 전반적으로 마멸이 심해 원형을 파악하기 힘들다. 다만 머리 부분의 상투모양과 얼굴에 비해 크게 조각된 코가 특징적으로 드러난다. 손은 훼손이 심해 어떠한 모습을 하고 있는지 알 수 없다. 다리 부분은 폭이 좁은 편이며, 양 무릎의 높이가 일정하지가 않다. 불상이 전체적으로 왼쪽으로 처진 느낌을 주고 있다.
불상은 입체감 없이 간략화 된 신체의 표현 등에서 소박한 지방적 특징을 잘 나타내고 있다. 전체적인 조형 양식으로 볼 때 고려시대에 조성된 것으로 추정되는 작품이다. 불상의 높이는 1.34m, 폭은 0.7m이
다.

## 참고 자료
- 창녕 구계리 석조여래좌상 - 국가유산청 국가유산포털